# Linh lăng quả tia
Linh lăng quả tia (danh pháp hai phần: Medicago radiata) là một loài thực vật trong chi Medicago. Nó được tìm thấy chủ yếu trong khu vực phía đông bồn địa Địa Trung Hải và tại châu Á. Nó tạo thành quan hệ cộng sinh với vi khuẩn Sinorhizobium meliloti, loài có khả năng cố định đạm.

## Thư viện ảnh

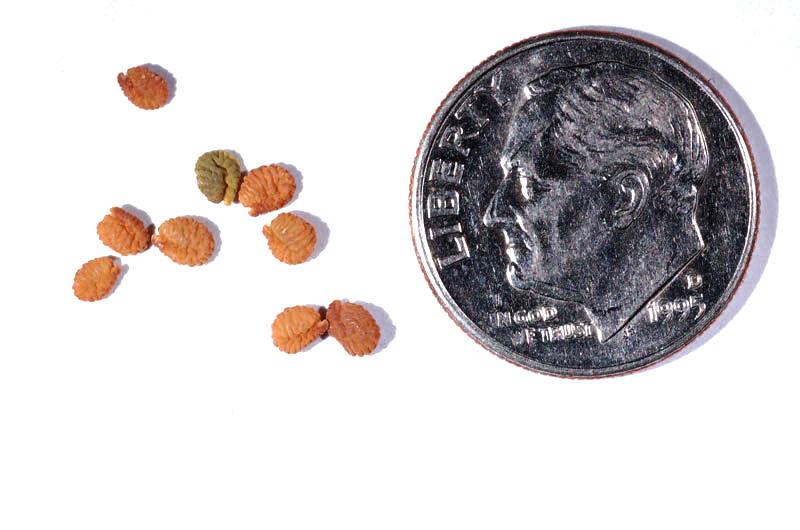
Hạt